# Капустін Анатолій Трохимович
Анатолій Трохимович Капустін (13 лютого 1939 — 23 лютого 2020, Одеса, Україна) — оперний співак, тенор, соліст Одеського національного академічного театру опери та балету. Народний артист Української РСР (1987). Професор Одеської державної музичної академії ім. А. В. Нежданової. Лауреат міжнародного музичного фестивалю в Марселі. 2007 року указом президента України нагороджений орденом «За заслуги» III ступеня.

## Біографія
1969 року, будучи студентом третього курсу Одеської консерваторії, поступив на роботу в Театр музичної комедії. Також до вступу в Одеський оперний театр працював в Українському музично драматичному театрі. 1971 року закінчив Одеську консерваторію ім. А. В. Нежданової. З 1974 року — соліст опери Одеського національного академічного театру опери та балету.
Гастролював у Болгарії, Румунії, Угорщині, Великій Британії, США, Італії, Японії, Франції, Китаї. Учасник міжнародного фестивалю в Единбурзі, міжнародного фестивалю духовної музики в Марселі, міжнародного фестивалю оперного мистецтва «Золота корона» (Одеса — 1998, 1999, 2000, 2001, 2002 рр..)

## Репертуар
Оперні партії:
- «Аїда» — Радамес
- «Бал-маскарад» — Річард, граф Уорік
- «Іоланта» — Водемон
- «Кармен» — дон Хозе
- «Мадам Баттерфляй» — Бенджамін Франклін Пінкертон
- «Отелло» — Отелло
- «Пікова дама» — Герман
- «Тоска» — Каварадоссі
- «Трубадур» — Манріко

- «В бурю» — Петро, Андрій, Антонов
- «Наталка Полтавка» — Петро
- «Запорожець за Дунаєм» — Андрій

Партії в опереті:
- «Містер Ікс» — Містер Ікс
- «Сільва» — Едвін